# Сколарпедія
Сколарпедія (англ. Scholarpedia) — англомовна онлайн-енциклопедія у галузі науки та медицини на основі концепції вікі з функціями, подібними до академічних онлайн-журналів з відкритим доступом.
Статті Сколарпедії написані запрошеними або схваленими авторами-експертами та проходять процедуру рецензування. Сколарпедія перераховує справжні імена та місця роботи всіх авторів, кураторів і редакторів, залучених до статті, однак, процес рецензування є анонімним. Рецензент може запропонувати зміни чи доповнення та має погодитись зі статтєю перед її публікацією. Статті Сколарпедії зберігаються в онлайн-репозиторії, і їх можна цитувати як звичайні журнальні статті (Сколарпедія має номер ISSN 1941-6016). Система цитування Сколарпедії включає систему контролю версій.
Проект був створений у лютому 2006 року Євгеном Іжикевичем, коли він працював дослідником в Інституті нейронаук, Сан-Дієго, Каліфорнія. Іжикевич також є головним редактором енциклопедії.

## Зміст

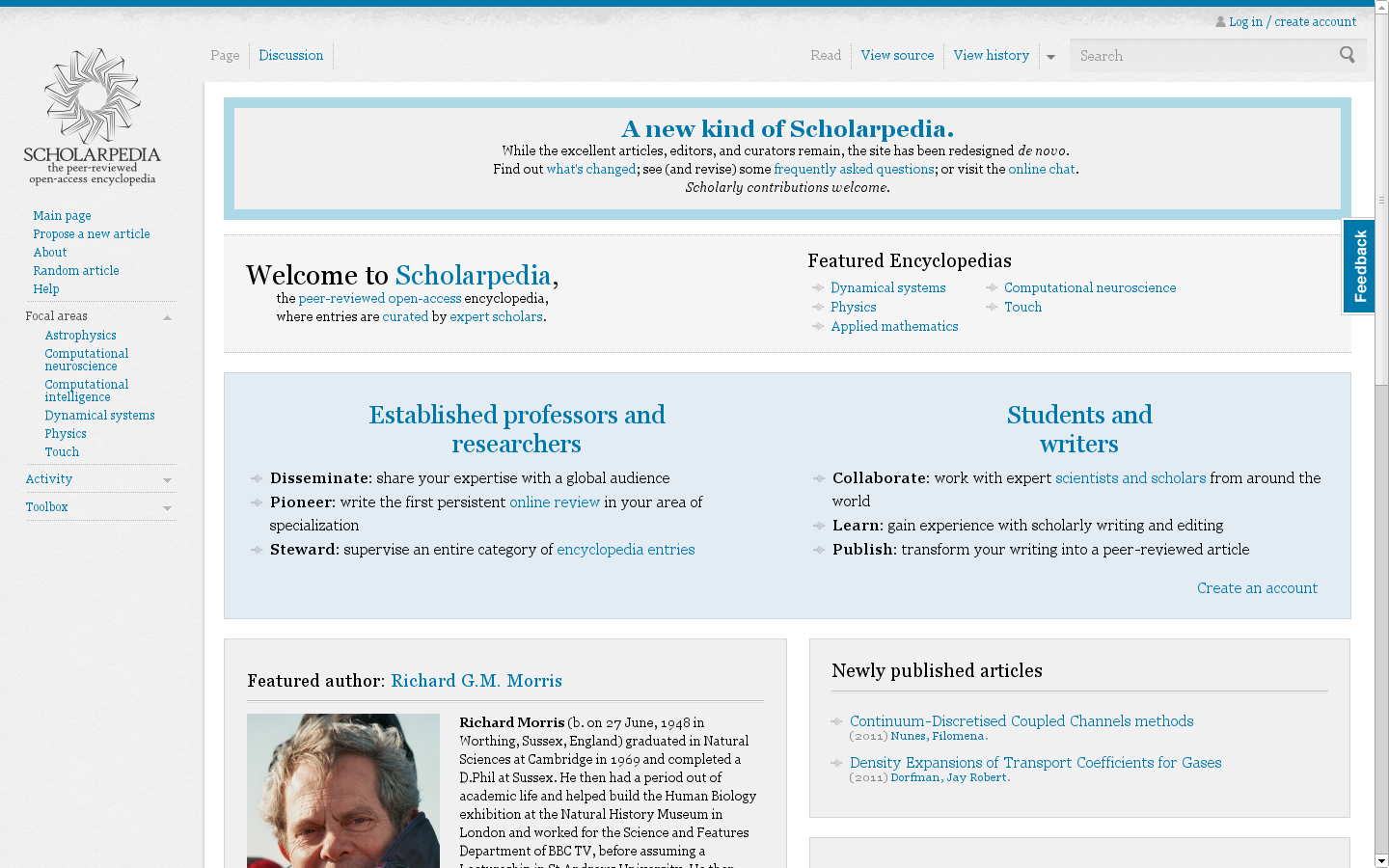
Головна сторінка Сколарпедії

Зміст Сколарпедії згруповано в окремі «енциклопедії». Наразі сім із них описано як «фокальні області»: астрофізика, небесна механіка, обчислювальна нейронаука, обчислювальний інтелект, динамічні системи, фізика та дотик, але ще 12 включають такі різноманітні галузі, як наука гри та моделі розладів мозку. Сколарпедія має 1812 рецензованих статей (листопад 2021) та 18 149 зареєстрованих користувачів (листопад 2018).

## Авторство
Щоб гарантувати, що статті написані експертами, автори різних статей у Сколарпедії або запрошуються головним редактором чи іншими кураторами, або обираються шляхом публічних виборів. Наприклад, Джиммі Вейлз і Ларрі Сенгер були номіновані на написання статті про Вікіпедію. Станом на травень 2009 року список авторів включав чотирьох лауреатів Філдсової медалі та шістнадцять лауреатів Нобелівської премії. Зареєстровані користувачі повинні вказати своє повне справжнє ім'я та приналежність до наукової установи. Лише зареєстровані користувачі можуть редагувати статтю, і ці зміни підлягають схваленню куратором статті, яким зазвичай є автор. Роль куратора може передадаватись іншій особі. Користувачам приписується «індекс куратора», який збільшується або зменшується в залежності від різних видів діяльності користувача та впливає на можливості користувача на сайті.
Після 20 жовтня 2011 року будь-хто може запропонувати статтю для Сколарпедії, але статті мають бути спонсоровані редакторами чи кураторами, перш ніж статтю можна буде опублікувати.

## Авторське право
Статті доступні в Інтернеті безкоштовно для некомерційного використання, але їх не можна копіювати масово. 
Автори вказуються на сторінці статті та в запропонованих форматах цитування.
У січні 2008 року Сколарпедія змінила свою політику ліцензування і тепер також приймає статті за ліцензіями GNU Free Documentation License та Creative Commons Attribution-Noncommercial-ShareAlike 3.0, на додаток до попередньої системи, у якій автор надавав невиключну ліцензію безпосередньо Сколарпедії.

## Програмне забезпечення
Сколарпедія використовує MediaWiki — той самий вікі-рушій, що й Wikipedia, з модифікаціями для підтримки голосування за редакції. Розробка програмного забезпечення здійснюється приватно.